# Dennis Rasmussen
Dennis Rasmussen (Västerås, 3 luglio 1990) è un hockeista su ghiaccio svedese.

## Palmarès

### Mondiali
- 1 medaglia:
  - 1 bronzo (Bielorussia 2014)